# Часовня (городской округ Истра)
Часовня — деревня в составе сельского поселения Ядроминское Истринского района Московской области. Население — 1 чел. (2010), зарегистрировано 1 садовое товарищество.
Часовня расположена в 15 км к западу от райцентра Истра и в 9 км от железнодорожной платформы Ядрошино Рижского направления, высота над уровнем моря 193 м.

## История
В XVI—XVIII веках Часовня входила в состав Скриманова стана Рузского уезда, в 1782—1796 годах — в Воскресенский уезд и затем в Новопетровскую волость Рузского уезда Московской губернии. При советской власти, с 1922 года деревня в составе нового Воскресенского уезда, с 3 июня 1929 года в составе Воскресенского района Московской области.

## Население
| 2002 | 2006 | 2010 |
| ---- | ---- | ---- |
| 1    | →1   | →1   |